# Marshall County (Kansas)
Marshall County is een county in de Amerikaanse staat Kansas.
De county heeft een landoppervlakte van 2.338 km² en telt 10.965 inwoners (volkstelling 2000). De hoofdplaats is Marysville.

## Bevolkingsontwikkeling

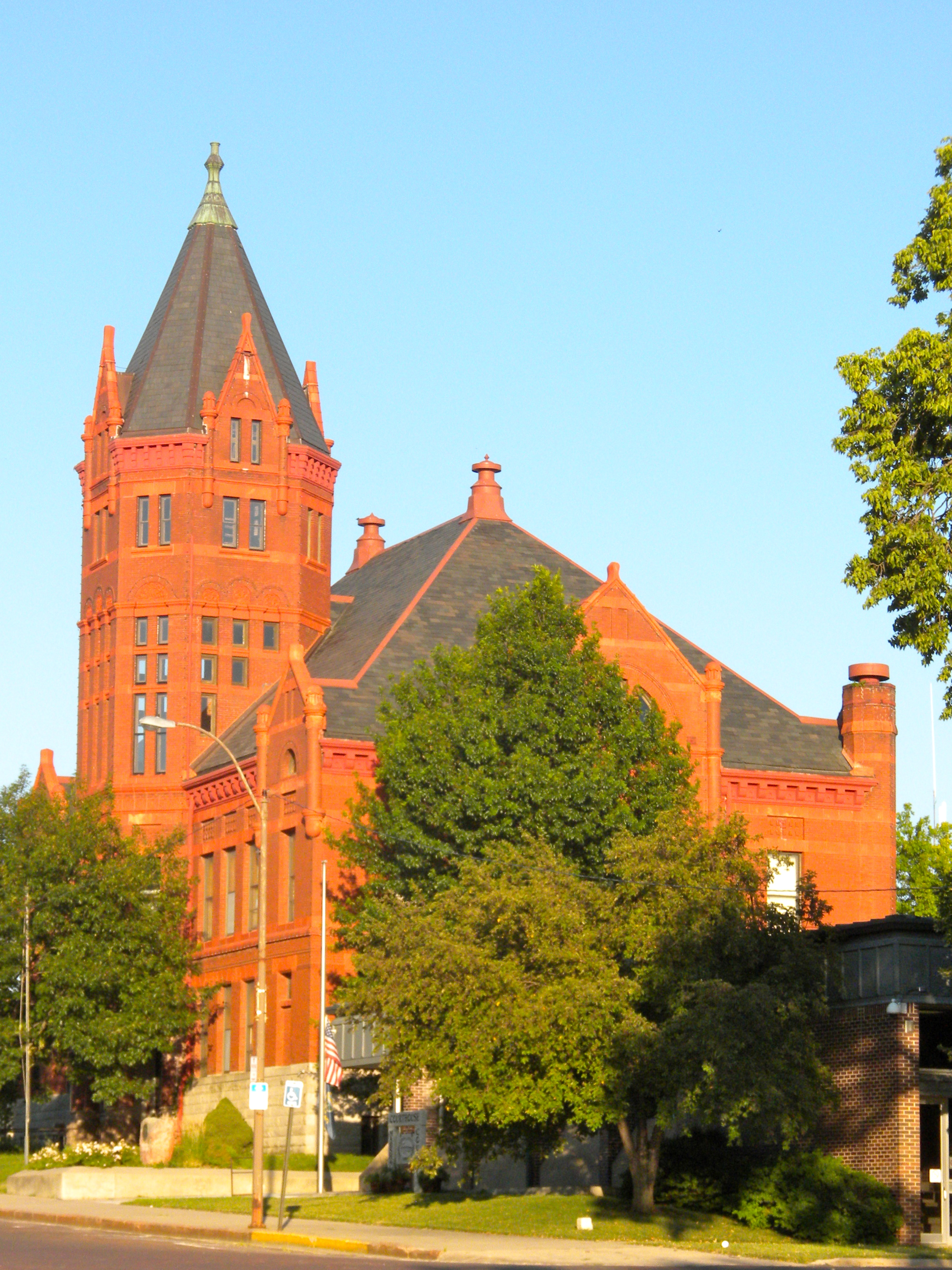
Marshall County Courthouse